# Erythroxylum gaudichaudii
Erythroxylum gaudichaudii är en tvåhjärtbladig växtart som beskrevs av Johann Joseph Peyritsch. Erythroxylum gaudichaudii ingår i släktet Erythroxylum och familjen Erythroxylaceae. Inga underarter finns listade i Catalogue of Life.